# Czernin Verlag
Der Czernin Verlag ist ein österreichischer Buchverlag mit Sitz in Wien.

## Geschichte
Der Czernin Verlag wurde im Jahr 1999 von dem österreichischen Journalisten und Autor Hubertus Czernin gegründet. Im Frühjahr 2004 hat Benedikt Föger den Verlag als geschäftsführender Gesellschafter übernommen. Seit 2014 ist Benedikt Föger außerdem Präsident des Hauptverbands des Österreichischen Buchhandels.
Das Verlagskonzept ist laut Eigendefinition „von dem Gedanken getragen, auf Basis der österreichischen Kultur- und Geistesgeschichte für ‚unbequeme‘ Themen zu sensibilisieren, den kritischen Diskurs innerhalb der Gesellschaft zu fördern und so das demokratische Prinzip zu unterstützen.“
Das Logo des Czernin Verlags, das Federschwert, ist dem Familienwappen des böhmischen Adelsgeschlechts Czernin von und zu Chudenitz entnommen, aus welchem auch der Verlagsgründer stammte.

## Verlagsprogramm
Der Czernin Verlag veröffentlicht pro Jahr rund 20 Buchtitel, insgesamt sind ca. 500 Titel lieferbar (Stand März 2020). Die thematischen Schwerpunkte des Czernin Verlags liegen auf den Bereichen Sachbuch und Literatur. Neben der Publikation von Büchern zu Zeitgeschichte, insbesondere Nationalsozialismus, Politik, Kunst und Exilgeschichte liegt ein weiterer Schwerpunkt auf aktueller österreichischer Literatur.
Themen des Czernin Verlags im Bereich Sachbuch sind u. a. Zeitgeschichte, die Auseinandersetzung mit den Nachwirkungen des Nationalsozialismus in Österreich und Europa und politische Sachbücher für Jugendliche.
Besondere Beachtung im Programm des Czernin Verlags findet die Bibliothek des Raubes, einer Reihe zum Thema Kunstrestitution, die von Hubertus Czernin ins Leben gerufen wurde, um die Ergebnisse seiner eigenen journalistischen Recherchen zum Kunstraub während der Zeit des Nationalsozialismus und der Rückstellung der Kunstwerke an die rechtmäßigen Eigentümer nach dem Zweiten Weltkrieg zu dokumentieren. Höhepunkt dieser international geführten Diskussion war die im Jahr 2006 erfolgte Feststellung der Rechtmäßigkeit der Ansprüche von Maria Altmann und Miterben auf die Rückgabe von fünf Bildern von Gustav Klimt aus den Beständen der Österreichischen Galerie Belvedere.
Eine weitere Buchreihe des Czernin Verlags ist die Bibliothek der Erinnerung, in der vergriffene Texte, die von literarischem oder wissenschaftlichem Interesse sind, wieder zugänglich gemacht werden.
Im Bereich der Literatur liegt die Schwerpunktsetzung des Czernin Verlags einerseits auf der Veröffentlichung literarischer Debüts österreichischer Autor(inn)en, andererseits auf der Herausgabe von Texten, die getragen sind von einem modernen, urbanen Charakter. Dazu zählen unter anderem Sammlungen aktueller Kolumnen österreichischer Journalisten.
Zu den Autoren des Verlags zählen u. a. Renate Welsh, Michael Scharang, Lisa Spalt, Wolfgang Hermann, Sophie Reyer, Christian Steinbacher, Austrofred, Christian Futscher, Nina Horaczek, Hella Pick, Hellmut Butterweck, Rudi Klein, Doris Knecht, Margaretha Kopeinig, Thomas Maurer, Hans Schafranek, Alfred J. Noll, David Schalko, Brigitte Schwaiger, Erhard Stackl, Michael Stavarič, Dirk Stermann, Ana Tajder, Thomas Trenkler, Lojze Wieser, Barbara Coudenhove-Kalergi, Armin Wolf und Hansjörg Zauner.

## Preise
- Bruno-Kreisky-Preis für das politische Buch 2003 (Anerkennungspreis): Sophie Lillie für Was einmal war
- Bruno-Kreisky-Preis für das politische Buch 2004 (für verlegerische Leistung): Benedikt Föger/Czernin Verlag
- Dresdner Lyrikpreis 2008: Christian Futscher für Gedichte aus Die Blumen des Blutes
- Bruno-Kreisky-Preis für das politische Buch 2009: Erhard Stackl für 1989. Sturz der Diktaturen
- Wissenschaftspreis der Margaretha Lupac Stiftung 2009: Hubert Sickinger für Politikfinanzierung in Österreich
- Theodor-Kramer-Preis 2015: Hazel Rosenstrauch
- Bruno-Kreisky-Preis für das politische Buch 2015 (Anerkennungspreis): Nina Horaczek & Sebastian Wiese für Gegen Vorurteile
- Wissenschaftsbuch des Jahres 2016: Nina Horaczek & Sebastian Wiese für Gegen Vorurteile
- Veza-Canetti-Preis 2022: Lisa Spalt